# Ватерланд
Ватерланд (нід. Waterland, нід. вимова: [ˈʋaːtərlɑnt] ( прослухати)) — муніципалітет у Нідерландах, у провінції Північна Голландія. Розташований на узбережжі штучного озера Маркермер.

## Населені пункти муніципалітету
Міста
- Моннікендам

Села
- Брук-ін-Ватерланд
- Ватерганг
- Ейтдам
- Зейдервауде
- Ілпендам
- Катвауде
- Маркен
- Пюрмер

Селища
- Оверлек

## Топографія
Топографічна карта муніципалітету Ватерланд, 2013.

## Визначні мешканці
- Аннетте Геррітсен (нар. 1985, Ілпендам) — нідерландська ковзанярка, призер Олімпійських ігор

## Галерея

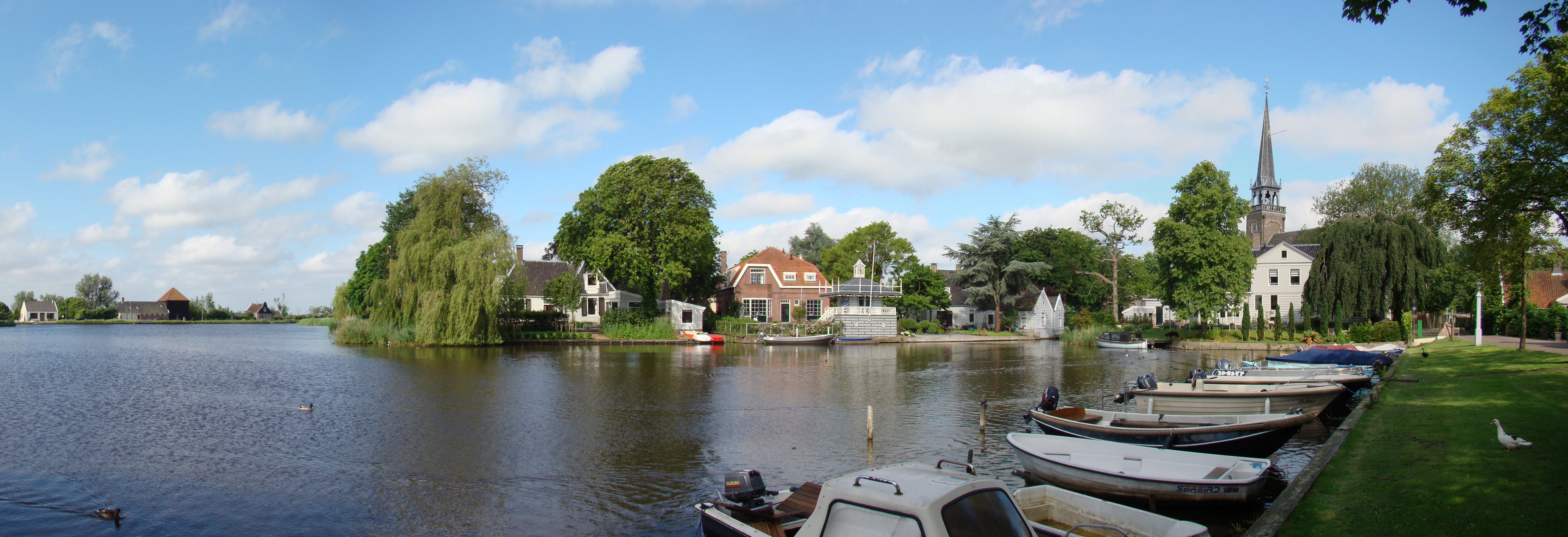
Панорама Брук-ін-Ватерланда
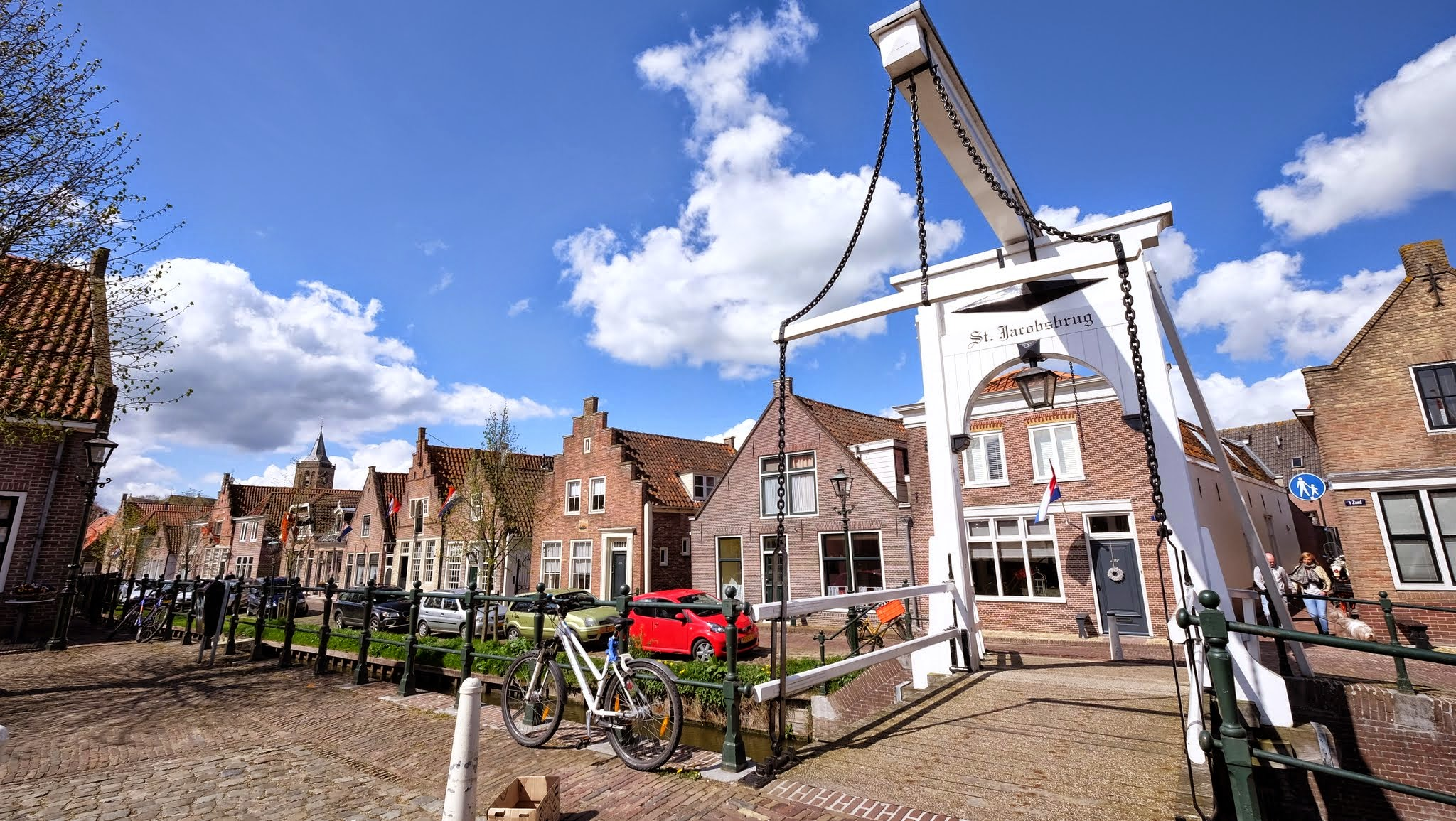
забудова Моннікендама
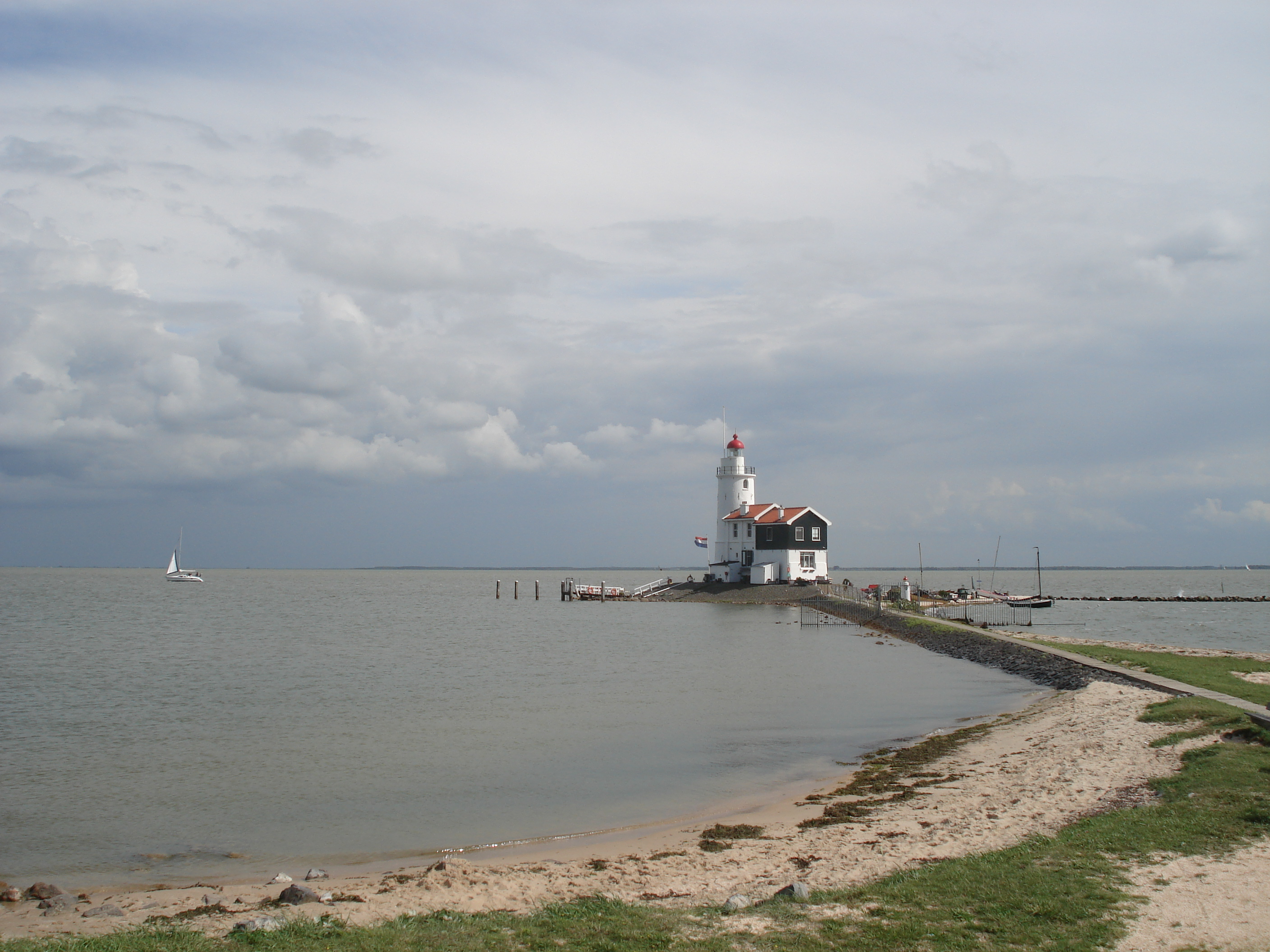
Маяк Paard van Marken
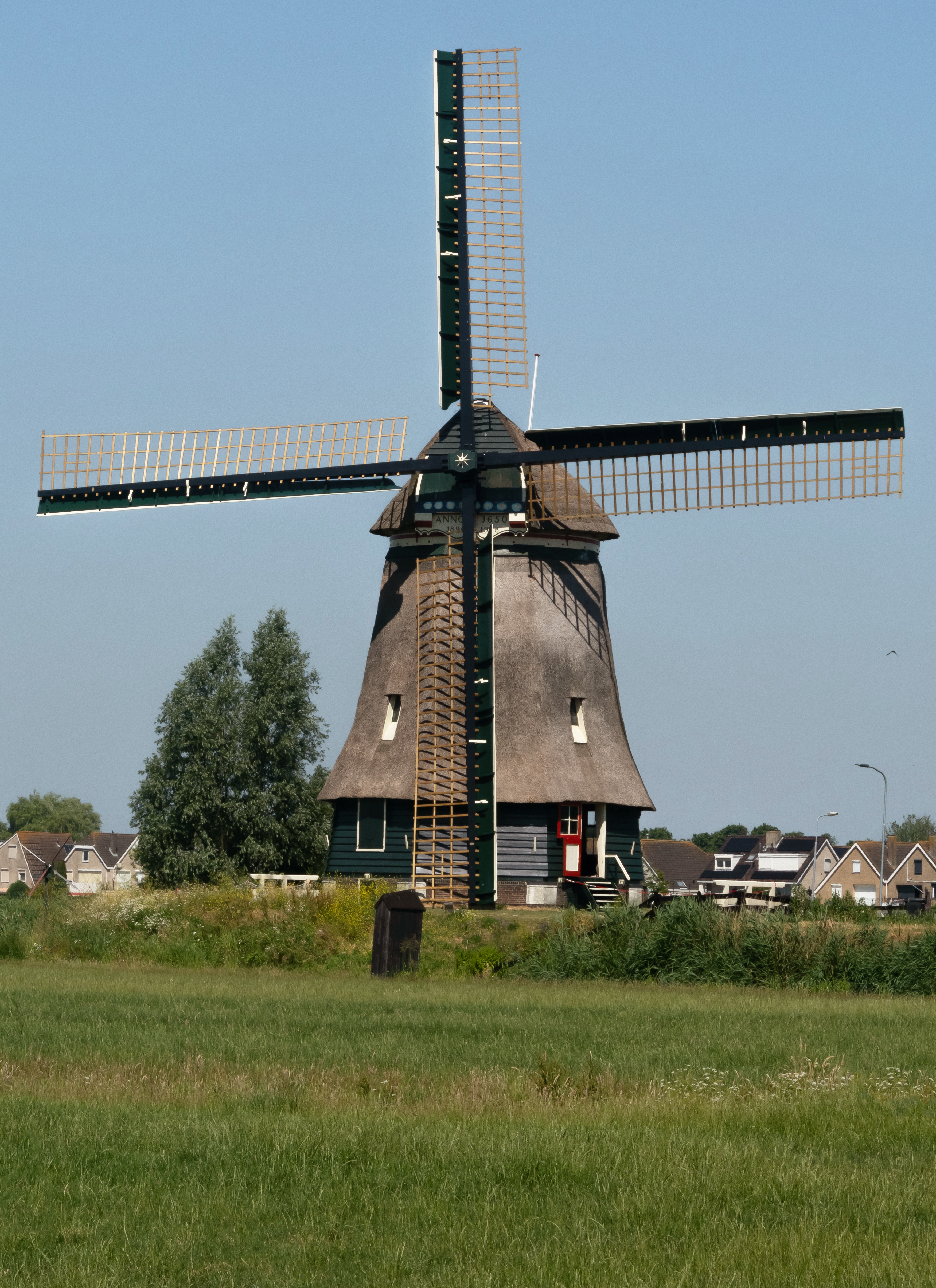
Вітряк